# أنور البلعزي
أنور البلعزي ( 10 سبتمبر 1966-) هو ممثل ومخرج ومعد ومقدم برامج ليبي، وُلد في حي زاوية الدهماني بمدينة طرابلس. تخرج من كلية الفنون والإعلام بجامعة الفاتح حاصلاً على بكالوريوس في الإخراج المرئي عام 1992.
بدأ مشواره الفني في مرحلة الطفولة من خلال المسرح المدرسي، حيث قدم أول عمل له بعنوان «بين حقيقة والخيال» وهو في الثانية عشرة من عمره. اكتسب شهرة واسعة في الوسط الفني الليبي بتجسيده شخصيتي «مصطفى» في مسلسل «الكنة» و«خالد» في مسلسل «العمارة».

## حياته
ولد أنور جمعة محمد البلعزي في 10 سبتمبر 1966 بمدينة طرابلس، ضمن أسرة متوسطة الدخل بحي زاوية الدهماني، لتبدأ رحلته الفنية مبكرًا بعد زيارة عائلية إلى مصر منتصف السبعينيات، حيث تعرّف على عالم المسرح عبر أعمال مثل «العيال كبرت» و«على بيه مظهر»، ما أطلق شغفه بالتمثيل.
شارك البلعزي في النشاط المدرسي، وقدم أولى تجاربه المسرحية بعنوان «بين الحقيقة والخيال» عند عمر 12 عامًا على مسرح سينما الحمراء، ليفوز العمل بالمركز الأول في مسابقة النشاط المدرسي على مستوى ليبيا.
لفت أداء البلعزي الطفل اليافع انتباه المخرجين، فشارك في أعمال إذاعية وتلفزية، منها مسلسل «قصة وآية» و«على هامش التاريخ»، ومسلسل «فانوس الزمان»، تحت إشراف نجوم مثل محمد شرف الدين وعمران المدنيني ولطفى بن موسى وعياد الزليطني ومصطفى المصراتي. واصل شغفه بالفن رغم التزامه بشرط عائلته بالتفوق الدراسي، وتخرج في أول دفعة بكلية الفنون والإعلام بجامعة الفاتح عام 1992، متخصصًا في الإخراج المرئي، حيث تنبأ له المخرج السوري سمير جبر بمستقبلٍ فني لامع، مقارنًا إياه بنجوم مثل جمال سليمان وهشام عبد الحميد.
بعد التخرج، انطلق البلعزي عام 1993 بدور أساسي في مسرحية «عفريت الخندق» للمخرج عياد الزليطني، ثم برز في مسلسلات تلفزية مثل «صراع القرية» (1994) و«الكنة» (1995). إلى جانب عمله الفني، تولى مناصب إدارية كـمدير الإنتاج الثقافي بوزارة الثقافة، وأسس فرقة «أبناء الشهداء» المسرحية، كما عمل منسقًا إعلاميًا بجمعية الأمل الليبية للأعمال الخيرية، ومديرًا تنفيذيًا لقناة ليبيا الرسمية.
أنور هو الشقيق الأصغر للكاتب محمد البلعزي، وهو أبٌ لخمسة أبناء: ثلاثة ذكور وبنتين.

## من أعماله

### المسرح
- «الثعلب والمنداف» تأليف سعيد السراج وإخراج مصطفي المصراتي.
- «عفريت الخندق» تاليف سعيد السراج وإخراج عياد الزليطني.
- «قورينا الخالدة» تأليف المسكين الصغير وإخراج حسن قرفال.
- «رجل وإمراة» تأليف ميخائيل رومان وإخراج عبد الله الزروق.
- «واحد + واحد» تأليف وإخراج عبد الله الزروق.
- «فانتازيا» تأليف وإخراج عبد الله الزروق.
- «أنس الليالي» تأليف وإخراج عبد الله الزروق.[2]
- «قال الراوي» تأليف وإخراج عبد الله الزروق.
- «فوق العادة» تأليف وإخراج عبد الله الزروق.
- «طريق السلامة» تأليف وإخراج مصطفي المصراتي.
- «عروس بلا دار» إخراج مصطفى المصراتي.

### المسلسلات التلفزية
- (1979): «فانوس الزمان» تاليف  سالم خشيم وإخراج فرج أبو فاخرة.
- (1994): «صراع القرية» تأليف الهادي راشد وإخراج محمد مختار عيسى.
- (1995): «الكنة» تأليف عبد الرحمن حقيق وإخراج محمد الكامل.
- (1997): «التيار» تأليف محمد الهدار وإخراج محمد مختار عيسى.
- (2000): «طريق الشوك» تأليف محمد الهدار وإخراج محمد مختار عيسى.
- (2001): «العمارة» تأليف عبد الرحمن حقيق وإخراج محمد مختار عيسى.
- (2008): «اليقين» تأليف وإخراج عبد الله الزروق.
- (2018): «باب البحر» تأليف حسن الصيد وإخراج محمد مختار عيسى.
- (2021): «يطق القلب» تأليف محمد الغرياني وإخراج مصطفى الكرماجي.
- (2022): «السيرة العامرية» تأليف وإخراج نزار الحراري.
- (2024): «ليستا» تأليف إبراهيم البشاري وإخراج هاشم الزروق.
- (2025): «مستقبل زاهر» تأليف وإخراج نزار الحراري.
- «كريمة» تأليف وإخراج حسن التركي.
- «الأصيلة» تأليف وإخراج محمد مختار عيسى.
- «الكنز» تأليف حسن الصيد وإخراج عبد السلام عون.

### المنوعات الرمضانية
- «العتبة» إخراج إبراهيم عاكف.
- «حب الرمان» إخراج عبد الله الزروق.
- «سبع صنايع» إخراج عبد رزاق أبو رونية.

### التمثيلات التلفزية
- «نعم للعودة إليهم» تاليف وإخراج حسن التركي.
- «السلالم» تأليف منصور بوشناف وإخراج عبد الله الزروق.
- «مسك الليل» إخراج عبد الله الزروق.
- «دروب الندم» تأليف محمد التميمي وإخراج كريم المنشاوي.

### المسلسلات الإذاعية
- «قصة وأية» تأليف عبد اللطيف الشويرف وإخراج عمران المدنيني.
- «على هامش التاريخ» تأليف عمر رمضان وإخراج عياد الزليطني.
- «قناديل ومنارات» تأليف وإخراج محمد أبو عامر.
- «قضاة وقضايا»تأليف وإخراج محمد أبو عامر.
- «بريما عال»، تأليف وإخراج يوسف الغرياني.
- «كلمات متقاطعة».
- «رجال حول الرسول».

### السينما
- (2014): «الإمارة»، تأليف هاشم الزروق وإخراج مؤيد زابطية.
- (2018): «إيمان»، تأليف وإخراج مؤيد زابطية.

### المسرح
- «علم ولاحلم».
- «شن فيه شن صار».
- «هب لقاته هب لقاها».
- «قهوتك خالصه».
- «أضرب خلص».
- «سامحونا».
- «جيبوها ياولاد».

### المسلسلات التلفزية
- (2018): «القابينة ج1».
- (2019): «القابينة ج2».
- (2021): «تشكبينا».
- (2021): «مناني والحاج عبودة».

### المسلسلات الإذاعية
- «طيب والميلود يحكو على الموجود».
- «كلام يجيب كلام».
- «الفسفاسي».

### تقديم البرامج
- «مساء الفن» على إذاعة الجماهيرية.
- «مساحة مفتوحة» على إذاعة ليبيا الوطنية.
- «معلومة وجوائز» على إذاعة غرب طرابلس.
- «الشارع الليبي» على قناة ليبيا الأولى.

### أعمال أخرى
- مشاهد تمثيلية ضمن برنامج «لمة سمر» وهو من إعداد وتقديم عطية بانى.
- كلمات وألحان شارة مسلسل التلفزي القابينة.

## الجوائز
- (1979): جائزة أفضل ممثل عن دوره في مسرحية «بين الحقيقة والخيال» في مسابقة النشاط المدرسي على المستوي المحلي.
- (2017): جائزة سيبتموس للإبداع  في نسختها السادسة.[3]
- (2017): تكريم من منظمة أبطال ليبيا الحقيقيين.
- (2018): جائزة شيشنق للإبداع في نسختها الثانية.[4]
- (2025): جائزة أفضل ممثل عن دوره في مسلسل «مستقبل زاهر» من مهرجان الهلال الذهبي في نسخته الأولى.[5]